# Hispastathes hispoides
Hispastathes hispoides är en skalbaggsart som först beskrevs av Aurivillius 1911.  Hispastathes hispoides ingår i släktet Hispastathes och familjen långhorningar. Inga underarter finns listade i Catalogue of Life.